# معالجة بالجسيمات
المعالجة بالجسيمات (بالإنجليزية: Particle therapy)‏ هي شكل من أشكال العلاج الشعاعي الخارجي باستخدام حزم من النيوترونات النشطة أو البروتونات أو أيونات إيجابية أخرى أثقل لعلاج السرطان. والنوع الأكثر شيوعًا من العلاج بالجسيمات اعتبارًا من عام 2012 هو العلاج بالبروتون.
وعلى نقيض الأشعة السينية (الحزم الفوتونية) المستخدمة في العلاج الإشعاعي الأقدم فإن أشعة الجسيمات تظهر ذروة براغ في فقدان الطاقة من خلال الجسم، مما يوفر أقصى جرعة إشعاعية عند الورم أو بالقرب منه ويقلل من تلف الأنسجة الطبيعية المحيطة.
يُشار إلى المعالجة بالجسيمات أيضًا بطريقة أكثر تقنية باسم العلاج بالهادرون باستثناء الفوتون والعلاج الإلكتروني، لا يُنظر هنا أيضًا إلى العلاج باصطياد النيوترون بالبرورون الذي يعتمد على تفاعل نووي ثانوي، وقد تم أيضًا محاولة العلاج بالميوون وهو نوع نادر من المعالجة بالجسيمات ليس ضمن الفئات المذكورة أعلاه.

## الطريقة

على عكس الإلكترونات أو الأشعة السينية تكون الجرعة من البروتونات إلى الأنسجة اقصى ما يكون أعلى قليلاً من المليمترات القليلة من نطاق الجسيمات.

تعمل المعالجة بالجسيمات عن طريق توجيه الجسيمات المؤينة النشطة إلى الورم المستهدف، هذه الجسيمات تتلف الحمض النووي لخلايا الأنسجة مما يؤدي في النهاية إلى موتها بسبب انخفاض قدرتها على إصلاح الحمض النووي، تكون الخلايا السرطانية عرضة بشكل خاص لمثل هذا الضرر.
يوضح الشكل كيف تخترق أشعة الإلكترونات أو الأشعة السينية أو البروتونات ذات الطاقات المختلفة (المعبر عنها بـ إلكترون فولت) الأنسجة البشرية، الإلكترونات لها مدى قصير وبالتالي فهي ذات اهتمام فقط بالقرب من الجلد (انظر العلاج الإلكتروني)، تخترق أشعة انكباح X بشكل أكثر عمقًا، لكن الجرعة التي يمتصها النسيج تُظهر بعد ذلك التضاؤل الأسي النموذجي مع زيادة السماكة، بالنسبة للبروتونات والأيونات الثقيلة من ناحية أخرى تزداد الجرعة بينما يخترق الجسيم الأنسجة ويفقد الطاقة باستمرار، وبالتالي فإن زيادة الجرعة مع زيادة سماكة تصل إلى ذروة براغ التي تحدث قرب نهاية الجسيمات مجموعة، بعد ذروة براغ تنخفض الجرعة إلى الصفر (للبروتونات) أو تقريبًا صفر (للأيونات الثقيلة).
ميزة ملف ترسب الطاقة هذا هو أن طاقة أقل تترسب في الأنسجة السليمة المحيطة بالنسيج المستهدف، وهذا يتيح وصفة أعلى للورم مما يؤدي نظريًا إلى ارتفاع معدل التحكم المحلي وكذلك تحقيق معدل سمية منخفض.
يتم تسريع الأيونات أولاً بواسطة مسرع دوراني أو مسرع دوراني تزامني، وتحدد الطاقة النهائية لحزمة الجسيمات الناشئة عمق الاختراق ومن ثم موقع ترسب الطاقة الأقصى، نظرًا لأنه من السهل تحويل الحزمة عن طريق المغناطيسات الكهربائية في الاتجاه العرضي، فمن الممكن استخدام طريقة المسح النقطي أي لمسح المنطقة المستهدفة بسرعة مثل شعاع الإلكترون بمسح أنبوب تلفزيون، بالإضافة إلى ذلك طاقة الشعاع ومن ثم فإن عمق الاختراق متنوع، يمكن تغطية حجم الهدف بأكمله في ثلاثة أبعاد مما يوفر تشعيعًا يتبع بالضبط شكل الورم، وتُعد هذه واحدة من المزايا العظيمة مقارنة بعلاج الأشعة السينية التقليدي.
في نهاية عام 2008 كانت 28 منشأة علاجية عاملة في جميع أنحاء العالم، وعولج أكثر من 70.000 مريض عن طريق البيونات والبروتونات والأيونات الثقيلة، أُجريَ معظم هذا العلاج باستخدام البروتونات.
في نهاية عام 2013 تم علاج 105000 مريض بعوارض بروتونية، وحوالي 13000 مريض تلقوا علاج أيون الكربون.
اعتبارًا من 1 أبريل 2015 لعلاج شعاع البروتون هناك 49 منشأة في العالم بما في ذلك 14 في الولايات المتحدة مع 29 منشأة أخرى قيد الإنشاء، للعلاج بالأيونات الكربونية هناك ثمانية مراكز عاملة وأربعة قيد الإنشاء، توجد مراكز علاج أيون الكربون في اليابان وألمانيا وإيطاليا والصين، تأمل وكالتان فيدراليتان في الولايات المتحدة الأمريكية في تحفيز إنشاء مركز أمريكي واحد على الأقل للعلاج بالأيونات الثقيلة.

## علاج إشعاعي بأيون الكربون
يستخدم العلاج الأيوني الكربوني (CIRT) جزيئات أكبر من البروتونات أو النيوترونات، لقي العلاج الإشعاعي بأيون الكربون اهتمامًا علميًا متزايدًا حيث تحسنت خيارات التوصيل التكنولوجي وأظهرت الدراسات السريرية مزايا علاجه للعديد من السرطانات مثل سرطان البروستاتا والرأس والعنق والرئة والكبد وساركوما العظام والأنسجة الرخوة وسرطان المستقيم المتكرر وسرطان البنكرياس بما في ذلك الأمراض المتقدمة موضعيًا، كما أن له مزايا واضحة في علاج سرطانات نقص الأكسجين المستعصية والمقاومة للإشعاع أثناء فتح الباب لعلاج نقص تجزئته بشكل كبير للأمراض العادية والحساسة للإشعاع.
بحلول منتصف عام 2017 تم علاج أكثر من 15000 مريض حول العالم في أكثر من 8 مراكز عمليات، كانت اليابان رائدة بارزة في هذا المجال، هناك خمسة مرافق للعلاج الإشعاعي بالأيونات الثقيلة قيد التشغيل وتوجد خطط لبناء عدة مرافق أخرى في المستقبل القريب، يتوفر هذا النوع من العلاج في ألمانيا في مركز علاج هايدلبرغ (HIT) وفي مركز ماربورغ للعلاج (MIT)، في إيطاليا يقدم المركز الوطني للعلاج بالأدوية الهضمية (CNAO) هذا العلاج، وستفتح النمسا مركز CIRT في عام 2017 مع افتتاح مراكز في كوريا الجنوبية وتايوان والصين قريبًا، لا توجد أي منشأة CIRT تعمل الآن في الولايات المتحدة ولكن العديد منها في حالات مختلفة من التطوير.

## مزايا بيولوجية للعلاج الإشعاعي بالأيونات الثقيلة
من وجهة نظر علم الأحياء الإشعاعي هناك مبررات كبيرة لدعم استخدام أشعة الأيونات الثقيلة في علاج مرضى السرطان، جميع البروتونات وغيرها من علاجات حزمة الأيونات الثقيلة تظهر ذروة براغ محددة في الجسم حتى تقدم أقصى جرعة قاتلة عند الورم أو بالقرب منه، هذا يقلل من الإشعاع الضار للأنسجة الطبيعية المحيطة، ومع ذلك فإن أيونات الكربون أثقل من البروتونات، وبالتالي توفر فعالية بيولوجية نسبية أعلى (RBE) والتي تزداد مع العمق للوصول إلى الحد الأقصى في نهاية نطاق الحزمة، وهكذا يزداد RBE لشعاع أيون الكربون كلما تقدمت الأيونات بشكل أعمق في منطقة الورم، يوفر CIRT أعلى نقل للطاقة الخطية (LET) لأي شكل من أشكال الإشعاع السريري المتاحة حاليًا، كما ينتج عن توصيل الطاقة العالية للورم العديد من فواصل الحمض النووي المزدوجة الجدائل التي يصعب على الورم إصلاحها، ينتج الإشعاع التقليدي بشكل أساسي فواصل من الحمض النووي أحادية الشريط والتي يمكن أن تسمح لكثير من خلايا الورم بالبقاء، قد يوفر ارتفاع معدل وفيات الخلايا المباشرة التي ينتجها CIRT أيضًا توقيعًا واضحًا للمستضد لتحفيز الجهاز المناعي للمريض.

## المعالجة بالجسيمات لأهداف متحركة
تتأثر دقة العلاج الجزيئي للأورام الموجودة في منطقة البطن والصدر بشدة حركة الهدف، ويتطلب التخفيف من تأثيره السلبي تقنيات متقدمة لرصد موضع الورم (مثل التصوير الفلوري للعلامات الارشادية الغير منفذة للإشعاع التي تُزرع أو الكشف الكهرومغناطيسي للمرسلات التي تُزرع) والإشعاع (البوابات، إعادة مسح، إعادة فحص البوابات وتتبع الورم).

## روابط خارجية
- تعلن جامعة تورو عن أول مركز مشترك لمعالجة الجسيمات في الولايات المتحدة
- مؤتمر PTCOG السنوي